# Funzione L
In teoria dei numeri analitica, con funzioni L si denotano alcuni particolari tipi di funzioni speciali definite sui numeri complessi che generalizzano la funzione zeta di Riemann, codificando informazioni aritmetiche e geometriche. Oltre alla stessa funzione zeta di Riemann, altre importanti classi di funzioni L sono le funzioni L di Dirichlet e le funzioni L di Hecke.

## Serie L
Non vi è una definizione assiomatica univoca che indichi quali siano le funzioni L, e solitamente si procede "dal basso" indicando che alcune famiglie di funzioni sono funzioni L. In genere, una funzione L è definita a partire dalla sua serie L, una particolare serie di Dirichlet
{\displaystyle \sum _{n=1}^{\infty }{\frac {a_{n}}{n^{s}}}}
definita sul semipiano complesso Re(s)>σ' per qualche numero reale σ'. Questa serie viene poi prolungata analiticamente a una funzione meromorfa sul piano complesso, andando a definire la funzione L vera e propria. Ad esempio, prolungano la funzione L ottenuta prendendo an = χ(n), ove χ  è un carattere di Dirichlet, si ottiene la funzione L di Dirichlet associata al carattere χ.

## Classe di Selberg
Una possibile definizione delle funzioni L è stata proposta da Atle Selberg, che ha introdotto la Classe di Selberg. Le funzioni appartenenti a tale classe S sono le serie di Dirichlet
{\displaystyle F(s)=\sum _{n=1}^{\infty }{\frac {a_{n}}{n^{s}}}}
che soddisfano i seguenti 4 assiomi:
- Prolungamento analitico: esiste un numero naturale m tale che {\displaystyle (s-1)^{m}F(s)} sia una funzione intera.

- Congettura di Ramanujan: i coefficienti crescono meno di ogni potenza, cioè

{\displaystyle a_{n}<n^{\epsilon }}
per ogni ε > 0.
- Equazione funzionale: esiste una funzione della forma

{\displaystyle \gamma (s)=\epsilon \,Q^{s}\prod _{i=1}^{d}\Gamma (\lambda _{i}s+\mu _{i}),}
ove Γ è la funzione gamma, ϵ è un numero complesso di modulo 1, d è un intero positivo, il livello Q e gli λj sono numeri reali positivi, e i μj sono numeri complessi con parte reale non negativa, tale che la funzione
{\displaystyle \Phi (s)=\gamma (s)F(s)}
soddisfi la relazione,
{\displaystyle \Phi (s)={\overline {\Phi (1-{\overline {s}})}}.}
- Prodotto di Eulero: a1 = 1 e, per Re(s) > 1

{\displaystyle \log F(s)=\sum _{n=1}^{\infty }b_{n}n^{-s}},
ove bn = 0 a meno che n non sia una potenza di un primo. Inoltre, |bn| < c nθ per qualche θ < 1/2 e c > 0.